# Cyrtopodion rohtasfortai
Cyrtopodion rohtasfortai este o specie de șopârle din genul Cyrtopodion, familia Gekkonidae, descrisă de Muhammad Sharif Khan și Tasnim 1990. Conform Catalogue of Life specia Cyrtopodion rohtasfortai nu are subspecii cunoscute.